# Organización territorial de Ucrania
Ucrania está organizada territorialmente en 24 óblast (regiones), dos ciudades con un estatus especial (Kiev y Sebastopol) y una república autónoma: la República Autónoma de Crimea.

## Las óblasts

Mapa de la República de Ucrania.

El sistema de organización territorial de Ucrania refleja la situación del país como un Estado unitario (lo que figura en la constitución) con los regímenes jurídicos y administrativos unificados para cada subdivisión.
Ucrania se divide en 24 oblasts («regiones»). Además, la ciudad de Kiev —la capital— tiene un estatuto jurídico especial. Las 24 óblasts se subdividen en 136 raiones («distritos»), o unidades administrativas de segundo nivel. La superficie media de un raión ucraniano es de 1200 km², mientras que la población promedio de un raión es de 52 000 habitantes. La mayor parte de las óblasts de Ucrania toman su nombre de sus respectivas capitales, que oficialmente se denominan en ucraniano обласний центр (oblasniy tsentr), aunque la ciudad de Kiev es administrativamente independiente de la óblast de Kiev que la rodea.
Las zonas urbanas (ciudades) pueden estar subordinadas al Estado (como en el caso de Kiev) o a las administraciones de las óblasts y raiones, dependiendo de su población e importancia socioeconómica. Las unidades administrativas inferiores incluyen los asentamientos de tipo urbano, que son similares a las comunidades rurales, pero más urbanizados, donde se encuentran empresas industriales, servicios educativos, redes de transporte. Por último, se encuentran las comunidades rurales o aldeas.
En total, existen en Ucrania 457 ciudades, de las cuales 176 están administradas por las oblasts, 279 por los raiones y una posee un carácter jurídico especial. A estos, los siguen 886 asentamientos de tipo urbano y 28 552 aldeas.

### Regiones históricas y etnoculturales
Anteriormente, el territorio de la Ucrania moderna se encontraba bajo el dominio de diversos reinos y principados, los cuales dieron origen a una posterior división del país en varias regiones, las cuales no tienen validez administrativa y solo son utilizadas por historiadores y etnógrafos.
|  | Ucrania Libre • Слобожанщина |  | Galitzia • Галичина             |
|  | Sívershchina • Сіверщина     |  | Hutsúlshchina • Гуцульщина      |
|  | Zaporiyia • Запоріжжя        |  | Poltávshchyna • Полтавщина      |
|  | Dónshchina • Донщина         |  | Cherníhivshchyna • Чернігівщина |
|  | Volinia • Волинь             |  | Polesia • Полісся               |
|  | Transcarpacia • Закарпаття   |  | Lémkovina • Лемковина           |
|  | Bucovina • Буковина          |  | Boikivshchina • Бойківщина      |
|  | Podolia • Поділля            |  | Pocutia • Покуття               |
|  | Besarabia • Бессарабія       |  | Kyivshchyna • Київщина          |